# Deltocephalus diagnalis
Deltocephalus diagnalis är en insektsart som beskrevs av Delong 1984. Deltocephalus diagnalis ingår i släktet Deltocephalus och familjen dvärgstritar. Inga underarter finns listade i Catalogue of Life.